# Жан-Луї Кюртіс

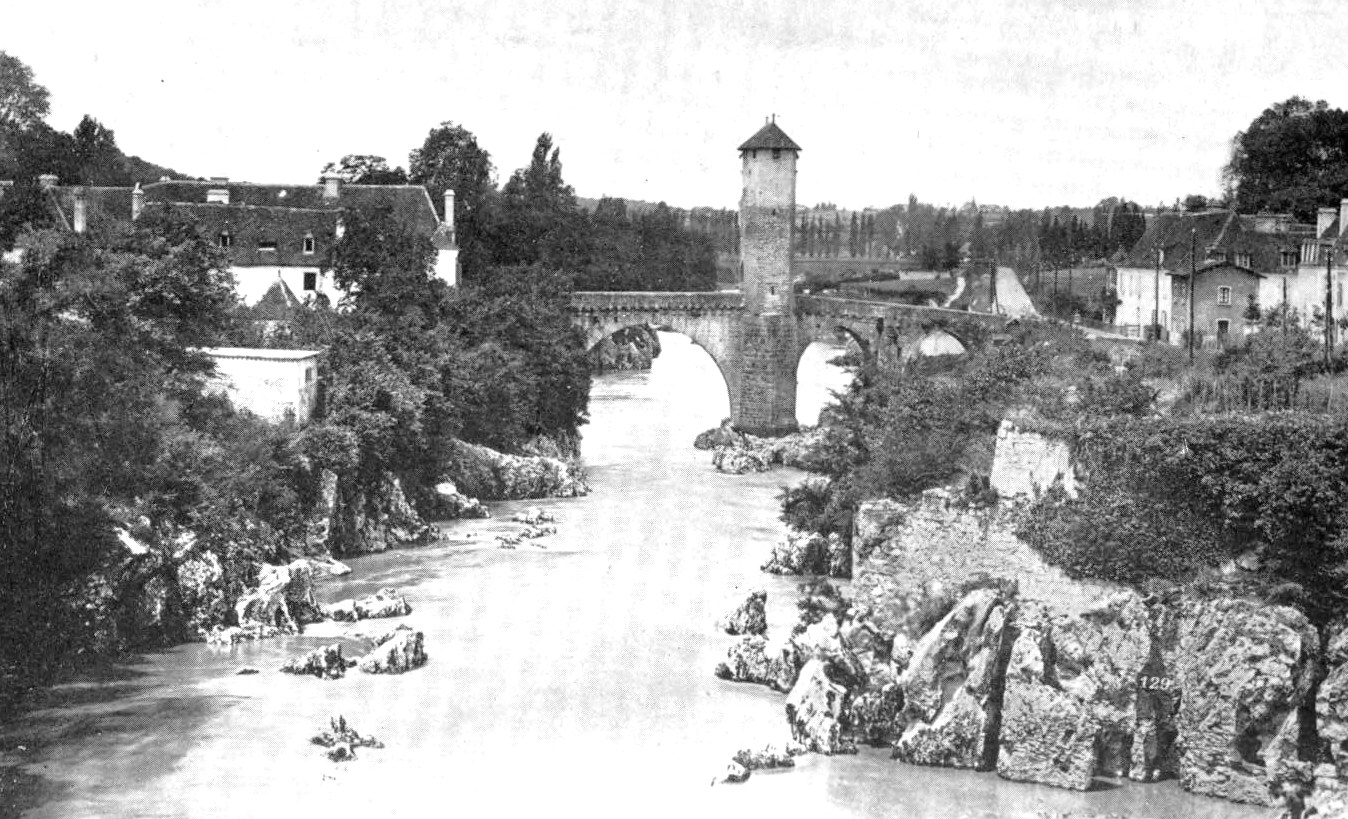
Ортез. Міст через річку Ґав-де-По. 1907 рік

Жан-Луї́ Кюрті́с, справжнє ім'я Луї́ Лаффі́т (фр. Jean-Louis Curtis; Louis Laffitte, * 22 травня 1917, Ортез, Франція — † 11 листопада 1995, Париж, Франція) — французький прозаїк, перекладач і есеїст, лауреат Ґонкурівської премії (1947) за роман «Нічні ліси». Член Французької академії (1986—1995, крісло № 38, попередник — Жан-Жак Ґотьє, наступник — Франсуа Жакоб

## Біографія
Закінчивши католицький коледж у своєму рідному місті, Жан-Луї Кюртіс вступив на філологічний факультет університету в Бордо. Згодом став студентом Сорбонни, а від вересня 1937-го до липня 1939-го він перебуває у Великій Британії, вдосконалюючи свою англійську. Мобілізований у серпні 1939 року в 14 піхотний полк, Кюртіс у січні 1940-го переходить до військової авіачастини, де набирають добровольців. Після навчального курсу й іспитів він практикується як учень пілота у Версалі, потім у Нантеррі, а в травні 1940 року його переводять до Марокко. Практичний навчальний курс триває в Мекнесі, тоді в Касба-Тадлі. Демобілізувавшись наприкінці вересня 1940, Кюртіс повертається до Франції й учителює в ліцеї у Байонні. Успішно склавши кваліфікаційний іспит, у 1943 році він стає викладачем англійської мови в ліцеї у Лані. У серпні 1944-го Кюртіс вступає у Франко-піренейський корпус Пом'є, який взяв участь у визволенні Франції.
1946 року він публікує свій перший роман «Молоді люди». У 1947-му одержує Ґонкурівську премію за роман «Нічні ліси». У 1955-му Кюртіс полишає викладацьку роботу й стає літератором-професіоналом. З 1963 по 1972 він член приймальної комісії в Національному центрі кіно. У 1972 Кюртіса нагороджують Великою літературною премією Французької академії за весь творчий доробок. Спеціалізувавшись на шекспірознавстві, він відповідає за французькі субтитри телевізійних екранізацій творів цього видатного драматурга, реалізованих на телебаченні Бі-бі-сі у 1978—1985 роки і трансльованих у Франції в середині 1980-х. У 1986 Кюртіса вибирають членом Французької академії. Він написав численні збірки пастишів на тему подій сучасности, як-от студентських заворушень у травні 1968-го і перемоги соціалістів у Франції у травні 1981-го.
Жан-Луї Кюртіс помер 11 листопада 1995 року від серцевого нападу. Похований на цвинтарі «Депар» (cimetière du Départ) міста Ортез.
Романіст Мішель Уельбек ушанував його довгим пасажем у творі «Карта і територія» (Ґонкурівська премія, 2010).

## Нагороди, відзнаки
- Ґонкурівська премія (1947)
- Велика літературна премія Французької академії (1972)
- Орден Почесного легіону

## Твори
- Siegfried, Juillard, Paris, 1946 — «Зіґфрід»
- Les Jeunes Hommes, Juillard, Paris, 1946 — «Молоді люди»
- Les Forêts de la nuit, Julliard, Paris, 1947, Prix Goncourt — «Нічні ліси» (Ґонкурівська премія)
- Haute École, Julliard, Paris, 1950 — «Висока школа»
- Chers Corbeaux, Juillard, Paris, 1951 — «Любі круки»
- Les Justes Causes, Julliard, Paris, 1954 — «Справедливі справи»
- L'Échelle de soie, Julliard, Paris, 1956 — «Шовкова драбинка»
- Un Saint au néon, Denoël, Paris, 1956 — «Святий під неоном»
- А la recherche du temps posthume, Fasquelle, Paris, 1957 — «У пошуках посмертного часу»
- La Parade, Julliard, Paris, 1960 — «Парад»
- Cygne sauvage, Julliard, Paris, 1962 — «Дикий лебідь»
- Traduction du Roi Lear, Gallimard, Paris, 1965 — «Переклад „Короля Ліра“»
- La Quarantaine, Julliard, Paris, 1966 — «Карантин»
- Un jeune couple, Julliard, Paris, 1967 — «Пара молодят»
- Cinéma, Julliard, Paris, 1967 — «Кіно»
- Le Thé sous les cyprès, Julliard, Paris, 1969 — «Чай під кипарисами»
- Un miroir le long du chemin, Julliard, Paris, 1969 — «Дзеркало вздовж дороги»
- Le Roseau pensant, Julliard, Paris, 1971 — «Задумливий комиш»
- La Chine m'inquiète, Grasset, Paris, 1972 — réédité en 1999 dans la collection " Les Cahiers Rouges ", ISBN 2-246-11362-8 — «Китай мене непокоїть»
- Questions à la littérature, Stock, Paris, 1973, prix de la critique de la Société des gens de lettres — «Питання літературі» (Премія критики Товариства літераторів)
- L'Étage noble, Flammarion, Paris, 1976 — «Благородна верства»
- L'Horizon dérobé, Flammarion, Paris, 1978 — «Прихований обрій»
- La Moitié du chemin (Tome 2 de l'Horizon dérobé), Flammarion, Paris, 1980 — «Півдороги»
- Le Battement de mon cœur (Tome 3 de l'Horizon dérobé), Flammarion, Paris, 1981 — «Биття мого серця»
- Le Mauvais Choix (1984), Flammarion, Paris, 1984, ISBN 2-08-064615-X — «Поганий вибір»
- Une éducation d’écrivain, Flammarion, Paris, 1985 — «Письменницька освіта»
- Un rien m'agite, Flammarion, Paris, 1986 — «Нічого мене не хвилює»
- Les mœurs des grands fauves, Flammarion, Paris, 1987 — «Звичаї великих хижаків»
- Le Temple de l'amour, Flammarion, Paris, 1990, ISBN 2-7242-6133-X — «За́мок кохання»
- Lectures en liberté, Flammarion, Paris, 1991, — «Читання на волі»
- Charlus, Flammarion, Paris, 1991 — «Шарлю»
- La France m'épuise, Flammarion, Paris, 1992, ISBN 2-08-064453-X — «Франція мене виснажує»
- Le comble du chic, Flammarion, Paris, 1994 — «Найвищий шик»
- Le monde comme il va, Flammarion, Paris, 1995 — «Світ, який він є»
- Andromède, Albin Michel, Paris, 1996 — «Андромеда»

## Адаптації
- 1962 : Les Bostoniennes) — «Бостонки», телефільм Іва-Андре Юбера за однойменним романом Генрі Джеймса

## Лінки
- Твори Жана-Луї Кюртіса в кишеньковому форматі [Архівовано 27 жовтня 2010 у Wayback Machine.]
- Біографічні дані з Французької академії